# Luis Hidalgo
Luis Hidalgo és un comentarista musical. Treballa a TV3, col·labora amb El País des dels anys vuitanta i és el director artístic del festival In-Edit Beefeater des de la seva segona edició. Ha estat assessor musical de la Fundació “la Caixa” i de l'Ajuntament de Barcelona. Ha col·laborat amb diferents ràdios (SER, COM, iCat) i publicacions com Rockdelux, Rolling Stone, Guía del Ocio i Woman. Va ser autor del llibre Los 100 Mejores Conciertos de España, editat pel Círculo de Lectores el 1998. Va treballar en el programa musical de TVE Plàstic, ha estat jurat de música dels Premis Ciutat de Barcelona i ha impartit diferents cursos de postgrau en universitats com la Ramon Llull i la Pompeu Fabra.